# Dick Maas
Dirk Willem Herman (Dick) Maas (Heemstede, 15 april 1951) is een Nederlandse filmregisseur, scriptschrijver, schrijver, componist en filmproducent.
De films die Maas regisseert kenmerken zich door een vlot tempo, zonder diepere boodschap, veel zwarte humor, vaak actiescènes met stunts, special effects en visual effects.

## Biografie
In 1973 begon Maas zijn studie aan de Nederlandse Filmacademie, waar hij in 1977 cum laude afstudeerde. Tussen 1975 en 1981 maakte hij korte films, waarvan enkele in 1980/81 door de VPRO werden uitgezonden.
In 1983 schreef en regisseerde hij zijn eerste lange bioscoopfilm De lift. Door de critici werd de film vooral geprezen vanwege zijn cinematografische kwaliteiten. De film was tevens de eerste Nederlandse film die door een grote Amerikaanse filmmaatschappij, Warner Bros, werd aangekocht voor een wereldwijde distributie. In binnen- en buitenland werd De lift bekroond met belangrijke filmonderscheidingen, waaronder een Gouden Kalf voor beste regie en de grote prijs van het Avoriaz International Fantastic Film Festival (Frankijk). In 1984 richtte hij samen met Laurens Geels en Robert Swaab filmproductiebedrijf First Floor Features (FFF) op.
Voor de popgroep Golden Earring schreef en regisseerde Maas een viertal videoclips: Twilight Zone, When the Lady Smiles en Clear Night, Moonlight en Burning Stuntman. Hiermee maakte hij op dit terrein nationaal en internationaal naam. In 1984 ontving hij voor Polygram Records Inc. USA de opdracht om voor het Amerikaanse televisienetwerk MTV een concertfilm te produceren en te regisseren van een live-optreden van de Golden Earring. Deze film werd op 27 oktober 1984 'nationwide' in de Verenigde Staten uitgezonden en was op 28 december 1984 op de Nederlandse televisie te zien.
Vervolgens schreef en regisseerde Maas in 1986 met First Floor Features zijn tweede lange bioscoopfilm, de komedie Flodder. De film ging in meer dan 60 Nederlandse theaters in première en zou uitgroeien tot een van de meest succesvolle Nederlandse speelfilms aller tijden. De wereldwijde distributierechten werden verkocht aan de Amerikaanse filmmaatschappij United International Pictures. In 1987 ontving Maas voor de film tijdens de Nederlandse filmdagen een Gouden kalf voor beste regie.
In de zomer van 1987 regisseerde hij Amsterdamned, een thriller naar eigen scenario. De film ging in 1988 in première. Op de American Film Market in Los Angeles werd de film in 1988 de best verkochte buitenlandse film. Flodder in Amerika!, het vervolg op Flodder, ging in 1992 in première. Met 1,5 miljoen bezoekers werd de film de best bezochte Nederlandse speelfilm sinds de eerste Flodderfilm. De film werd tevens uitgebracht in België, Spanje en Duitsland.
In 1993 werd Maas uitgenodigd door Lucasfilm om de slotaflevering van The Young Indiana Jones Chronicles te regisseren. Maas filmde de aflevering op locatie in Praag en Venetië.
In de jaren 90 vonden onder zijn supervisie de opnamen plaats van de televisieserie Flodder. De serie werd door Veronica uitgezonden. Maas schreef samen met Wijo Koek grotendeels de afleveringen. Zelf regisseerde hij 8 afleveringen en de derde speelfilm Flodder 3 (1995).
Na het plotselinge overlijden van hoofdrolspeler Coen van Vrijberghe de Coningh in 1997 werd een vervolg uitgesloten. 
In 1998 schreef Maas het boek Salvo.
In 1999 maakte Maas de Engelstalige film Do Not Disturb en in 2001 de Engelstalige film Down, een remake van De Lift. Een paar dagen na de première vonden de aanslagen op 11 september 2001 plaats, waardoor er weinig animo was voor een film die zich afspeelt in een New Yorkse wolkenkrabber. Dit droeg bij aan het commerciële falen van de film. In 2002 stapte Maas uit filmproductiebedrijf First Floor Features, dat uiteindelijk in 2004 failliet ging.
In 2004 richt Maas zijn eigen filmproductiebedrijf op. Samen met producent Tom de Mol maakte hij Moordwijven (2007), Sint (2010) en Quiz (2012). De film Sint zorgde bij de release voor veel ophef vanwege de kritiek op de grimmige poster. In 2016 maakte hij Prooi. Met zo’n 30.000 bezoekers in Nederland was de film geen succes. In het voorjaar van 2019 werd de film onverwacht een succes in China.
In 2017 verscheen Maas in Ron Goossens, Low Budget Stuntman, publiceerde zijn boek Buurman, wat doet u nu? en werkte aan de gerestaureerde versies van zijn films. In 2020 ging de documentaire De Dick Maas Methode in première tijdens het Nederlands Film Festival en in 2021 verscheen het boek Golden Earring clips van Dick Maas 1982-1997, met voorwoord van Maas. Ook verscheen dat jaar het door Maas geschreven eerste deel in een reeks boeken  gebaseerd op de speelfilm Amsterdamned.
In september 2024 begon Maas met de opnames van Amsterdamned II. De film moet in december 2025 in première gaan.

## Filmografie (regie)

### Speelfilms
- De lift (1983)
- Flodder (1986)
- Amsterdamned (1988)
- Flodder in Amerika! (1992)
- Flodder 3 (1995)
- Do Not Disturb (1999)
- Down (2001)
- Moordwijven (2007)
- Sint (2010)
- Quiz (2012)
- Prooi (2016)
- Amsterdamned II (2025)

### Televisie
- Flodder (1993–1994, 8 afleveringen)
- The Young Indiana Jones Chronicles (1993; afl. "Transylvania")

### Korte films
- Historia Morbi (1975)
- Picknick (1977)
- Adelbert (1977)
- Onder de maat (1980)
- Bonbon (1980)
- Idylle (1980)
- Overval (1980)
- Rigor Mortis (1981; eerste lange televisiefilm)
- Long Distance (2003)

### Muziekvideo's
- Twilight Zone (1982) - Golden Earring
- Clear Night Moonlight (1984) - Golden Earring
- When the Lady Smiles (1984) - Golden Earring
- Amsterdamned (1988) - Loïs Lane
- Haunted Guitar (1988) - Billy Falcon
- Turn The World Around (1989) - Golden Earring
- Burning Stuntman (1997) - Golden Earring
- Dance in the Light (1997) - Mai Tai
- Afscheid Nemen Bestaat Niet (2003) - Marco Borsato
- Laat me Gaan (2004) - Marco Borsato

Zie voor het werk van Maas als (mede)producent:
- First Floor Features